# Della Street
Della Street é a secretária do advogado Perry Mason, nos livros de Erle Stanley Gardner. Della é uma jovem bonita e atraente, fiel secretária de Perry Mason, segundo a descrição dos romances de Perry Mason, Della Street tem aproximadamente 27 anos, por várias vezes Della esteve no meio dos problemas do patrão, muitas vezes sofreu ameaças e falsas acusações tudo para ajudar Mason. Della é muitas vezes descrita por Mason e por Paul Drake, como a secretária perfeita, não aborrece o seu patrão com baboseiras, faz tudo no devido momento, além de controlar os clientes mais estressados e despistar detetives e policiais quando necessário.
Della Street foi interpretada por Barbara Hale na série Perry Mason, também já foi interpretada por Gertrudes Warner, Joan Miner e Joan Alexander no rádio, na série Edge of Night e por Sharon Acker em The New Adventures of Perry Mason.